# Чайкинское газоконденсатное месторождение
Чайкинское — газоконденсатное месторождение России, расположено на юго-западе Якутии. Открыто в 2009 году. Запасы углеводородов составляют более 50 млн тонн условного топлива.
Одноимённое нефтегазовое месторождение имеется в Уинском районе Пермского края.